# William Mattus
William Mattus Vega (né le 17 avril 1964 à Barva, dans la province d'Heredia) est un ancien arbitre costaricien de football. Il fut arbitre international de 1997 à 2004.

## Carrière
Il a officié dans des compétitions majeures : 
- Coupe du monde de football des moins de 20 ans 1999 (3 matchs)
- Coupe du monde de football des clubs 2000 (1 match)
- Coupe du monde de football de 2002 (2 matchs)
- Jeux panaméricains 2003 (2 matchs)
- Copa América 2004 (1 match)